# براندون أوبري
براندون أوبري (بالإنجليزية: Brandon Aubrey)‏ (14 مارس 1995 في الولايات المتحدة - ) هو لاعب كرة قدم أمريكي في مركز الدفاع. لعب مع نوتردام فايتينغ أيريش ‏.

## وصلات خارجية
- براندون أوبري على موقع مرجع كرة القدم المحترفة.كوم (الإنجليزية)
- براندون أوبري على موقع الدوري الأمريكي (الإنجليزية)
- براندون أوبري على موقع قاعدة بيانات كرة القدم.إي يو (الإنجليزية)